# Rowallane
Rowallane är en park i Storbritannien.   Den ligger i distriktet Newry, Mourne and Down och riksdelen Nordirland, i den västra delen av landet, 500 km nordväst om huvudstaden London. Rowallane ligger 78 meter över havet.
Terrängen runt Rowallane är platt. Runt Rowallane är det ganska glesbefolkat, med 43 invånare per kvadratkilometer. Närmaste större samhälle är Belfast, 17,5 km norr om Rowallane. Trakten runt Rowallane består i huvudsak av gräsmarker.